# Белоус, Сергей Александрович
Сергей Александрович Белоус (род. 21 ноября 1971, Тирасполь) — советский и молдавский футболист, полузащитник, молдавский и российский тренер.

## Биография
Воспитанник СДЮШОР-4 (Тирасполь). Начинал играть во второй лиге за «Текстильщик» Тирасполь (1988—1989). С 1990 года — в дубле
московского «Динамо». Вторую половину сезона-1991 отыграл в первой лиге за «Динамо» Сухум. 1992 год начал в команде первой российской лиги «Гекрис» Новороссийск, затем играл в чемпионате Молдовы за клубы «Тилигул» Тирасполь (1992/93 — 2001/02), «Агро» Кишинёв (2002/03), «Тирасполь» (2003/04, 2004/05), «Шериф» Тирасполь (2003/04).
В 1994—1999 годах за сборную Молдовы сыграл 25 матчей, забил один гол.
Окончил Приднестровский государственный университет имени Тараса Шевченко (2004).
В 2005—2008 годах — тренер в Академии футбола «Шериф» (U16, U17). В 2006—2008 годах — помощник тренера сборной Молдовы (U17, U18). В 2006—2008 годах — тренер «Шерифа-2». В 2009—2013 годах — тренер КДЮСШ (U17, U18). В 2010—2013 годах — главный тренер любительского клуба ТЕКС Ивантеевка, Россия. В 2013 году — тренер ГБУ ФК «Строгино» Москва (U17, U18). С 2014 года — тренер в ФШМ.

## Статистика в качестве главного тренера
| Команда                   | Начало работы | Окончание работы | Результаты | Результаты | Результаты | Результаты | Результаты | Результаты | Результаты | Результаты |
| Команда                   | Начало работы | Окончание работы | И          | В          | Н          | П          | ГЗ         | ГП         | РМ         | В %        |
| ------------------------- | ------------- | ---------------- | ---------- | ---------- | ---------- | ---------- | ---------- | ---------- | ---------- | ---------- |
| «Торпедо» (Москва) (мол.) | 5 марта 2025  | 10 июня 2025     | 10         | 1          | 2          | 7          | 13         | 21         | −8         | 010,00     |
| Всего                     | Всего         | Всего            | 10         | 1          | 2          | 7          | 13         | 21         | −8         | 010,00     |